# Gasparia oparara
Gasparia oparara är en spindelart som beskrevs av Forster 1970. Gasparia oparara ingår i släktet Gasparia och familjen Desidae. Inga underarter finns listade i Catalogue of Life.